# 바르베리니역
바르베리니-폰타나 디 트레비 역(이탈리아어: Barberini - Fontana di Trevi)은 1980년 2월 16일 개통한 로마 지하철 A선의 역 중 하나이다. 원래의 역명은 단순비 바르베리니 역이었으나 2000년에 이와 같은 역명으로 바뀌었다. 역 광장에는 로마 아르테메트로 모자이크 상이 전시되어 있다.

## 시설
바르베리니 역에는 다음과 같은 시설이 있다.
- 매표소
- 에스컬레이터
- 역 감시카메라 (CCTV)

## 역 주변
- 바르베리니 광장
- 트리톤 분수
- 델레 아피 분수 (Fontana delle Api)
- 베네토 가 (Via Veneto)
- 산타 마리아 델라 콘체지오네 성당 (Santa Maria della Concezione)
- 델 트리톤 가 (Via del Tritone)
- 비솔라티 가 (Via Bissolati)
- 바르베리니 가 (Via Barberini)
- 시스티나 가 (Via Sistina)
- 콰트로 폰타네 가 (Via delle Quattro Fontane)
- 퀴리날레 언덕
- 퀴리날레 궁전
- 팔라초 바르베리니
- 콰트로 분수 (Quattro Fontane)
- 퀴리날레 광장 (Piazza del Quirinale)
- 트레비 분수
- 산티 빈첸초 에 아나스타시오 (Santi Vincenzo e Anastasio)
- 산 베르나르도 광장 (Piazza San Bernardo)
- 산 실베스트로 광장 (Piazza San Silvestro)
- 산티 아포스톨리 광장 (Piazza Santi Apostoli)
- 마돈나 델라르케토 (Madonna dell'Archetto)
- 부팔로 궁전 (Palazzo del Bufalo)
- 산타 마리아 인 트리비오 성당 (Santa Maria in Trivio)
- 산타 마리아 인 비아 성당 (Santa Maria in Via)